# Metoda Ve-Be
Metoda Ve-Be – metoda pomiaru konsystencji mieszanki betonowej polegająca na ustaleniu czasu w sekundach, koniecznego do rozpłynięcia się mieszanki do określonego stopnia w wyniku poddania jej drganiom w aparacie Ve-Be. Metoda przeznaczona do pomiaru konsystencji mieszanek bardziej sztywnych.
| klasa | czas Ve-Be w sekundach |
| V0    | > 31                   |
| V1    | 30 – 21                |
| V2    | 20 – 11                |
| V3    | 10 – 6                 |
| V4    | 5 – 3                  |